# Nuwaidrat
Nuwaidrat (in arabo النويدرات) è un villaggio situato nel Bahrain, vicino alla città di Sitrah.

## Storia

### Rivolta degli anni '90
In occasione di uno dei numerosi scontri che si susseguirono durante la rivolta del Bahrein, che ebbe luogo nell'ultimo decennio del ventesimo secolo, un poliziotto di nome Ibrahim al-Saeedi restò ucciso a Eker. L'agente era stato circondato da un trio di rivoltosi armati e giustiziato da uno dei tre, un uomo di Nuwaidrat di nome Isa Qambar.
Qambar fu catturato, processato, condannato a morte e giustiziato il 26 marzo 1996.
In seguito ai vari rovesciamenti di fronte nelle contese al potere, il 26 marzo 2008 venne inaugurato un memoriale nel centro di Nuwaidrat, eretto alla memoria di Isa Qambar. Alla cerimonia era presente Ali Salman, il leader del più grande partito politico del Bahrain: Al Wefaq.

### Proteste del 2011
Il 14 febbraio 2011, in un periodo in cui il Paese era interessato da proteste e manifestazioni spontanee in più città, a Nuwaidrat la polizia sparò lacrimogeni contro un gruppo di manifestanti  che chiedevano il rilascio di altri cittadini arrestati nei giorni precedenti.
La sera del 30 settembre 2015 le forze di sicurezza scoprirono un'imponente fabbrica clandestina di esplosivi a Nuwaidrat, e arrestarono uomini presumibilmente legati alle sedicenti Guardie Rivoluzionarie Iraniane. Il giorno successivo, 1 ottobre, il Bahrain richiamò il proprio ambasciatore in Iran e intimò all'incaricato d'affari iraniano di lasciare il Regno entro settantadue ore, dato il suo nuovo status di persona non grata.
Queste due repentine decisioni arrivarono "alla luce della continua ingerenza iraniana negli affari del Regno del Bahrain [...] al fine di creare conflitti settari e imporre egemonia e controllo".